# Rock Island Line
«Rock Island Line» (Línea de Rock Island) es una canción clásica de folklore estadounidense. La canción se refiere a la línea férrea Chicago-Rock Island, que atraviesa Estados Unidos de norte a sur, por el centro del país. La canción fue grabada por primera vez por el musicólogo John Lomax, al registrar el canto de los prisioneros de una granja-prisión del estado de Arkansas y alcanzó fama nacional cuando la incluyó en su repertorio el músico afroamericano Leadbelly a partir de 1937. En Gran Bretaña fue grabada en tiempo rápido por Lonnie Donegan en 1956, desencadenando el fenómeno social y musical adolescente conocido como la locura del skiffle (skiffle craze), relacionado a su vez con el surgimiento del rock británico y más puntualmente con bandas como The Beatles, The Rolling Stones y The Who, entre muchas otras. Otras versiones exitosas del tema han sido grabadas por Woody Guthrie-Sonny Terry (1955), Johnny Cash (1957) y Mano Negra (1988).
La canción cuenta la historia de un operador de trenes que contrabandea arrabio, declarando que lo único que lleva en el tren son diversas clase de ganado.

## Historia
La versión más antigua que se conoce de «Rock Island Line» fue escrita en 1929 por Clarence Wilson, un miembro del Rock Island Colored Booster Quartet, un grupo de cantantes que eran empleados de esa línea ferroviaria en Little Rock, Arkansas.
La letra de esta versión es muy diferente de la versión que luego se volvería famosa, hablando de la gente y las actividades que tenían que ver con el tren.
La canción fue recopilada por primera vez por el musicólogo John A. Lomax, el 29 de septiembre de 1934, en la granja-prisión de Tucker. Lomax estaba en ese momento acompañado por el cantante afroamericano Leadbelly. Esta versión ya tiene una letra que dice que el tren era usado para realizar contrabando de arrabio. Una versión parecida fue recopilada por Lomax pocos días después, en octubre de 1934, el la granja-prisión de Cummins, en el Condado de Lincoln, Arkansas, interpretado por un grupo de cantantes prisioneros dirigidos por Kelly Pace.
En 1964, el libro 'The Penguin Book Of American Folk Songs, incluye la canción, con la siguiente nota de Alan Lomax:

John A. grabó esta canción en la Granja Prisión Estatal de Cumins, Gould, Arkansas, en 1934 de su compositor convicto, Kelly Pace. El cantante negro, Lead Belly, la oyó, le realizó arreglos en su propio estilo, y lanzó una grabación fonográfica en los 1940s. Una de estas grabaciones fue estudiada e imitada frase por frase por un joven cantante inglés de canciones folklóricas americanas, quien subsecuentemente la grabó para una compañía británica. El disco vendió cientos de miles en EEUU e Inglaterra, y esta canción de un negro convicto de Arkansas, adaptada por Leadbelly, fue publicada como de autoría personal, letra y música, por alguien cuyo contacto con la Línea Rock Island sucedió enteramente a través de los encantos de un fonógrafo.

La grabación de Lonnie Donegan, realizada en un simple a fines de 1955, desencadenó en Gran Bretaña la "locura del skiffle" (skiffle craze). Esta célebre versión fue interpretada por Donegan (guitarra y canto), Chris Barber (contrabajo) y Beryl Bryden (tabla de lavar).